# Galatheamedaille
De Deense Galatheamedaille (Deens: "Galathea Medaillen") is een onderscheiding van een wetenschappelijk instituut, het "Kongelige Danske Geografiske Selskab for geografiske Undersøgelser og Forskninger, fortrinsvis udenfor Polarlandene".
Op 28 april 1916 stichtte men de medaille om onder andere wetenschappelijk onderzoek naar het Poolgebied te kunnen belonen. Het korvet "Galathea" deed tijdens een tocht om de wereld in de jaren 1845-47 onderzoek. Sindsdien werd de medaille ook voor wetenschappelijk werk op het gebied van biologie in andere streken uitgereikt.
De eerste medailles werden in 1919 geleverd door hofjuwelier August Thomsen, de gravure was het werk van de medailleur S. Lindahl.
De medaille wordt gedragen aan een lint in de kleuren van de Deense vlag. Op de voorzijde is de Deense vorst afgebeeld, op de keerzijde staat het woord "GALATHEA" binnen de in Denemarken gebruikelijke eikenkrans.

## Gedecoreerden
(De lijst is niet volledig)
| Bioloog                        | Johannes Schmidt          | 07.10.1930 |
|                                | A. Defant                 | 09.04.1935 |
|                                | Bjørn Helland-Hansen      | 06.04.1948 |
|                                | Hans Pettersson           | 25.04.1950 |
|                                | Harald Ulrik Sverdrup     | 09.10.1956 |
| Publicist, correspondent       | Hakon Mielche             | 19??       |
| Gezagvoerder, Kapitein         | Flemming af Rosenborg     | 19??       |
| Vice-Admiraal                  | A.H. Vedel                | 19??       |
| Professor                      | Johannes Humlum           | 07.12.1976 |
|                                | Johannes Nicolaisen       | 07.12.1976 |
|                                | Sophus Christian          | 01.03.1988 |
|                                | Anders Rapp               | 04.02.1992 |
| Professor                      | Compton Tucker            | 02.11.2004 |
| Generaal-Majoor, hofmaarschalk | Søren Haslund-Christensen | 01.12.2009 |
| Professor                      | Morten Meldgaard          | 01.12.2009 |
| Schout-bij-nacht               | Nils Christian Wang       | 01.12.2009 |